# Ignacio María Despujol y Sabater
Ignacio María Despujol y Sabater (en catalán: Ignasi Maria Despujol i de Sabater, Manresa, 1867 - Barcelona, 1959), fue un militar que ocupó los cargos de gobernador civil y capitán general de Cataluña (1930). Fue presidente del Ateneo Barcelonés en 1939.

## Biografía
Hijo del también militar Ramon Despujol y Dussay y sobrino de Eulogio Despujol, capitán general de Cataluña entre 1896-1899, pertenecía a una familia noble en la que destacaban los títulos de marqués de Palmarola y conde de Fonollar. Su hermano era Ramón Despujol y Sabater, marqués de Oliver y militar como él, que estuvo en Filipinas.

## Trayectoria
Fue ascendido a teniente del Estado Mayor del ejército el 6 de agosto de 1895, teniente coronel el 7 de diciembre de 1920.
Participó en la guerra de las Filipinas (1898) y del Rif (1921), como jefe de Estado Mayor; tomó parto en la retirada de Chauen y en el desembarco de Alhucemas.
Estuvo destinado en Valladolid (1917), y en agosto de 1924, cuando era general de división, recibió la Gran Cruz de Orden de San Hermenegildo.
El 1930 fue ascendido al rango de teniente general ocupando la vacante que había dejado Primo de Rivera dentro del escalafón; aquel mismo año fue nombrado capitán general de Cataluña.

### Segunda República
Dimitió de la Capitanía General de Cataluña cuando se cambió la bandera de España, él no juró servir a esa bandera, el 17 de abril de 1931,tres días después del estallido de la Segunda República Española.

### Ateneo Barcelonés
El 23 de marzo de 1939 se trasladó a Barcelona. Con la victoria franquista sobre Barcelona el febrero de 1939, la dirección del Ateneo Barcelonés había sido punto de interés por el Frente de Juventudes falangista, pero los servicios de ocupación, influenciados por Juan Ramón Masoliver, fundador de Destino y persona de confianza de Dionisio Ridruejo,  decidieron crear una junta con una combinación de personas adscritas al régimen y de intelectuales, presididas por Ignacio Despujol. Contaba a su junta con el mismo Masoliver,  Carles Fages de Climent, Ferran Valls y Taberner, Ignasi Agustí y Peypoch. quien años más tarde sería presidente y Carles Sintiera, entre otros.
Dejó la presidencia al poco tiempo, aduciendo razones familiares, y fue sustituido por Luys Santa Marina, de tendencia falangista. En su corta estancia se puso en marcha el procedimiento de depuración de los socios no afines al nuevo régimen, basado en una triple clasificación: los de "categoría A" podían seguir tal cual, los "C" eran los que habían tenido una actuación dudosa y su continuidad restaba en manso de la junta, y los "B" que eran considerados "incompatibles con la vida del Ateneo dentro de la vida nacional de España".
El octubre de 1957 recibió la Gran Cruz del Mérito Militar con distintivo blanco por su trayectoria.